# Tonga en los Juegos Paralímpicos de Sídney 2000
Tonga estuvo representada en los Juegos Paralímpicos de Sídney 2000 por una deportista femenina. El equipo paralímpico tongano no obtuvo ninguna medalla en estos Juegos.